# Europa-Park
Europa-Park är en temapark belägen i Rust i förbundslandet Baden-Württemberg, i sydvästra Tyskland nära Rhen och gränsen till Frankrike. 
Parken ägs av familjen bakom åkattrationsföretaget Mack Rides och öppnades den 12 juli 1975.
Europa-Park är Tysklands största temapark och en av de största nöjesparkerna i Europa i fråga om antalet besökare. Under 2022 hade Europa-Park en rekordsäsong med över 6 miljoner besökare.

## Teman
Parken är indelad i fjorton olika områden, och som namnet på parken antyder är de flesta områdena namngivna efter Europas länder.
Länder eller regioner representerade i Europa-Park är följande (med invigningsår inom parentes):

- Italien(1982)
- Nederländerna (1984)
- England (1988)
- Frankrike	(1990)
- Skandinavien (1992)
- Österrike (1992)
- Schweiz (1993)
- Spanien (1994)
- Tyskland (1996)
- Ryssland (1998)
- Grekland (2000)
- Portugal (2005)
- Island (2009)
- Irland (2016)
- Luxemburg (2016)
- Liechtenstein (2023)
- Kroatien (2024)